# Municipio de Cleburne (condado de Monroe)
El municipio de Cleburne (en inglés: Cleburne Township) es un municipio ubicado en el condado de Monroe en el estado estadounidense de Arkansas. En el año 2010 tenía una población de 62 habitantes y una densidad poblacional de 0,95 personas por km².

## Geografía
El municipio de Cleburne se encuentra ubicado en las coordenadas 34°33′29″N 91°5′46″O / 34.55806, -91.09611. Según la Oficina del Censo de los Estados Unidos, el municipio tiene una superficie total de 65.3 km², de la cual 65,26 km² corresponden a tierra firme y (0,06 %) 0,04 km² es agua.

## Demografía
Según el censo de 2010, había 62 personas residiendo en el municipio de Cleburne. La densidad de población era de 0,95 hab./km². De los 62 habitantes, el municipio de Cleburne estaba compuesto por el 67,74 % blancos, el 30,65 % eran afroamericanos y el 1,61 % eran de una mezcla de razas. Del total de la población el 0 % eran hispanos o latinos de cualquier raza.